# Aodh Mac Cathmhaoil
Aodh Mac Cathmhaoil (łac. Hugo Cavellus, ang. Hugh MacCaghwell; ur. 1571 w Dunen, zm. 22 września 1626 Rzym) – arcybiskup, prymas Irlandii, teolog, franciszkanin.

## Biografia
Aodh Mac Cathmhaoil urodził się w Dunen w Irlandii w 1571 roku. Najpierw pobierał nauki w Irlandii, a następnie na Wyspie Man. Po powrocie do Irlandii został nauczycielem synów szlachcica Hugh O'Neilla. O'Neilla wysłał go do Hiszpanii, na dwór królewski, by ten zorganizował pomoc dla Ulsteru. W Salamance Cathmhaoil wstąpił do franciszkanów. Wielkim uznaniem cieszyły się jego komentarze do dzieł Jana Dunsa Szkota. Dzięki wpływom Cathmhaoila na dworze królewskim, założone zostało irlandzkie Kolegium św. Antoniego w Leuven. Przez pewien czas wykładał na Uniwersytecie w Salamance, następnie w Leuven. W 1613 był wysłannikiem papieża do Ulsteru. Jego uczniami byli: John Colgan, Patrick Fleming, Hugh Ward, Anthony Hickey. Po przeniesieniu się do Rzymu wykładał w Kolegium Aracoeli. Pomógł również Luke’owi Waddingowi w rozwinięciu irlandzkiego Kolegium św. Izydora. Był wybrany na urząd definitora generalnego franciszkanów obserwantów. W 1626 roku papież Urban VIII mianował Cathmhaoila arcybiskupem Armagh i prymasem Irlandii. Konsekracja biskupia miała miejsce w kościele św. Izydora w Rzymie 7 czerwca 1626 roku. Sakry udzielił mu kard. Gabriel Trejo y Paniagua. Cathmhaoil zmarł w kolegium irlandzkim w Rzymie 22 września 1626 roku. Został pochowany w Kościele św. Izydora.

## Dzieła
Mac Cathmhaoil pozostawił dzieła naukowe i poezje:
- 1618 – Scáthán Shacramuinte na hAthridhe (łac. Tractatus de poenitentia et indulgentiis, wydane w Leuven)
- 1620 – Scoti Commentaria in quatuor libros Sententiarum (w 2 tomach, wydane w Antwerpii, poprzedzone żywotem Dunsa)
- 1623 – Apologiam Apologiae supradictae pro Johanne Scoto Scriptae, in respondet Nicolao Jansenio Belgae Ord. Praedicatorum, Abrahami Bzovii partes suscipienti, no sine gravi Scoti et regni Hiberniae injuria. Prodiit Parisiis sub nomine Hugonis Magnesii discipuli Cavelli apud Michaelum Sonnium, anno 1623 (wydane w Paryżu)
- 1625 – Quaestiones in Metaphysicam &c (wydane w Wenecji)
- Quæstiones quodilibetales
- Quæstiones in libros de anima